# Список супруг правителей Мантуи
Список супруг правителей Мантуи — хронологический перечень имён жён постоянных генерал-капитанов, маркграфов и герцогов Мантуи, правивших городом и прилегающими территориями с 1276 по 1708 год.
В список включены имена всех жён правителей, которые носили соответствующие титулы мужей или не носили их в силу разных причин. На отсутствие в источниках точной датировки ношения титула супругой правителя указывает выделение светло-серым цветом. Имена жён, которые никогда не носили соответствующих титулов мужей выделены тёмно-серым цветом.
15 февраля 1276 года в Мантуе установилось правление дома Бонакольси, члены которого правили городом в звании постоянных генерал-капитанов с полномочиями суверенных сеньоров до 16 августа 1328 года, когда в Мантуе установилось правление дома Гонзага. Титул постоянного генерал-капитана Мантуи существовал с 15 февраля 1276 года по 6 мая 1432 года, когда он был упразднён в связи с креацией титула маркграфа Мантуи. Из пятнадцати жён постоянных генерал-капитанов титул сеньоры не носила одна — Рикильда Рамберти, которая умерла до приобретения супругом соответствующего титула. Восемь жён носили его, что подтверждается информацией из источников. В отношении шести, из-за отсутствия в источниках информации о годах жизни и дате бракосочетания, ничего утверждать нельзя.
Маркграфство Мантуи было утверждено императором Сигизмундом 6 мая 1433 года, после выплаты ему двенадцати тысяч золотых флоринов постоянным генерал-капитаном Джанфранческо. Этот титул просуществовал до 8 апреля 1530 года, когда был упразднён в связи с креацией титула герцога Мантуи. Титул маркграфини Мантуи носили пять жён правителей феода.
8 апреля 1530 года при маркграфе Федерико II императором Карлом V было утверждено Мантуанское герцогство. Титул герцогини Мантуи носили десять жён правителей феода. Титул не носили — Камилла Фаа, первая жена герцога Фердинандо I, брак с которой был морганатическим, и она носила титул маркграфини Момбаруццо; Маргарита Фарнезе, первая жена герцога Винченцо I, они сочетались браком и развелись, когда герцог ещё носил титул наследного принца; Екатерина Лотарингская, жена герцога Карло I, которая умерла до того, как он приобрёл соответствующий титул; Мария Гонзага, муж которой, наследный принц Карло умер, не успев взойти на престол. Овдовев, Мария Гонзага носила титул герцогини-матери и правила герцогством на правах регента при несовершеннолетнем сыне, герцоге Карло II. Она была последней представительницей прямой линии дома Гонзага, герцогов Мантуи.
12 декабря 1626 года в герцогстве установилось правление Неверской ветви дома Гонзага. 30 июня 1708 года император Леопольд I упразднил Мантуанское герцогство. В том же году оно было аннексировано Миланским герцогством.

## Супруги правителей Мантуи
| Супруги постоянных капитан-генералов Мантуи (1276—1433) |                                                                    |                                                  |            |                 |                      |
| Портрет                                                 | Имя                                                                | Род                                              | Годы брака | Суверен         | Дом                  |
|                                                         | Имя неизвестно                                                     | Род: Да Корреджо Отец: Гвидо II, сеньор Корреджо | —          | Пинамонте       | Бонакольси 1274—1328 |
|                                                         | Анастасия да Рива Anastasia da Riva                                | Род: Да Рива Отец: Корсаньоне да Рива            | —          | Барделлоне      | Бонакольси 1274—1328 |
|                                                         | Франческина Маджи Franceschina Maggi (ум. 1299)                    | Род: Маджи Отец: имя неизвестно                  | —          | Гвидо I         | Бонакольси 1274—1328 |
|                                                         | Констанца делла Скала Costanza della Scala (ум. 1306)              | Род: Делла Скала Отец: Альберто I, сеньор Вероны | 1299—1306  | Гвидо I         | Бонакольси 1274—1328 |
|                                                         | Ализа д’Эсте Alisa d'Este (ум. 1329)                               | Род: Эсте Отец: Альдобрандино II, сеньор Феррары | 1325—1328  | Ринальдо        | Бонакольси 1274—1328 |
|                                                         | Рикильда Рамберти Richilda Ramberti (ум. 1319)                     | Род: Рамберти Отец: Рамберто Рамберти            | —          | Лудовико I      | Гонзага 1328—1407    |
|                                                         | Катерина Малатеста Caterina Malatesta (ум. 1340)                   | Род: Малатеста Отец: Пандольфо I, сеньор Римини  | 1328—1340  | Лудовико I      | Гонзага 1328—1407    |
|                                                         | Джованна Новелла Маласпина Giovanna Novella Malaspina (после 1385) | Род: Маласпина Отец: Спинетта, сеньор Фосдиново  | 1340—1360  | Лудовико I      | Гонзага 1328—1407    |
|                                                         | Аньезе Пико Agnese Pico                                            | Род: Пико Отец: Франческо I, сеньор Мирандолы    | —          | Гвидо II        | Гонзага 1328—1407    |
|                                                         | Камилла Беккария Camilla Beccaria                                  | Род: Беккария Отец: имя не известно              | —          | Гвидо II        | Гонзага 1328—1407    |
|                                                         | Беатриче де Бар Beatrice de Bar                                    | Род: Монбельярский дом Отец: Эдуард I, граф Бара | —          | Гвидо II        | Гонзага 1328—1407    |
|                                                         | Альда д’Эсте Alda d'Este (1333—1381)                               | Род: Эсте Отец: Обиццо III, сеньор Феррары       | 1369—1381  | Лудовико II     | Гонзага 1328—1407    |
|                                                         | Аньезе Висконти Agnese Visconti (1362—1391)                        | Род: Висконти Отец: Бернабо, сеньор Милана       | 1382—1391  | Франческо I     | Гонзага 1328—1407    |
|                                                         | Маргарита Малатеста Margherita Malatesta (1367/1371—1399)          | Род: Малатеста Отец: Галеотто I, сеньор Римини   | 1393—1399  | Франческо I     | Гонзага 1328—1407    |
|                                                         | Паола Малатеста Paola Malatesta (1393—1449)                        | Род: Малатеста Отец: Малатеста IV, сеньор Пезаро | 1409—1433  | Джанфранческо I | Гонзага 1328—1407    |

| Супруги маркграфов Мантуи (1433—1530) |                                                               |                                                                         |            |                 |                   |
| Портрет                               | Имя                                                           | Род                                                                     | Годы брака | Суверен         | Дом               |
|                                       | Паола Малатеста Paola Malatesta (1393—1449)                   | Род: Малатеста Отец: Малатеста IV, сеньор Пезаро                        | 1433—1444  | Джанфранческо I | Гонзага 1433—1530 |
|                                       | Барбара Бранденбургская Barbara di Brandeburgo (1423—1481)    | Род: Гогенцоллерны Отец: Иоганн Алхимик, маркграф Бранденбург-Кульмбаха | 1444—1478  | Лудовико III    | Гонзага 1433—1530 |
|                                       | Маргарита Баварская Margherita di Baviera (1442—1479)         | Род: Виттельсбахи Отец: Альберт III, герцог Баварии                     | 1478—1479  | Федерико I      | Гонзага 1433—1530 |
|                                       | Изабелла д’Эсте Isabella d’Este (1474—1539)                   | Род: Эсте Отец: Эрколе I, герцог Феррары                                | 1490—1519  | Франческо II    | Гонзага 1433—1530 |
|                                       | Маргарита Монферратская Margherita del Monferrato (1510—1566) | Род: Палеологи Отец: Гульельмо IX, маркграф Монферрато                  | 1519—1530  | Федерико II     | Гонзага 1433—1530 |

| Супруги герцогов Мантуи (1530—1708) |                                                                         |                                                              |                   |              |                         |
| Портрет                             | Имя                                                                     | Род                                                          | Годы брака        | Суверен      | Дом                     |
|                                     | Маргарита Монферратская Margherita del Monferrato (1510—1566)           | Род: Палеологи Отец: Гульельмо IX, маркграф Монферрато       | 1530—1540         | Федерико II  | Гонзага 1530—1627       |
|                                     | Екатерина Австрийская Caterina d'Austria (1533—1572)                    | Род: Имперские Габсбурги Отец: император Фердинанд I         | 1549—1550         | Франческо II | Гонзага 1530—1627       |
|                                     | Элеонора Австрийская Eleonora d'Austria (1534—1594)                     | Род: Имперские Габсбурги Отец: император Фердинанд I         | 1561—1587         | Гульельмо I  | Гонзага 1530—1627       |
|                                     | Маргарита Фарнезе Margherita Farnese (1567—1643)                        | Род: Фарнезе Отец: Алессандро, герцог Пармы                  | —                 | Винченцо I   | Гонзага 1530—1627       |
|                                     | Элеонора Медичи Eleonora de' Medici (1567—1611)                         | Род: Медичи Отец: Франческо I, великий герцог Тосканы        | 1587—1611         | Винченцо I   | Гонзага 1530—1627       |
|                                     | Маргарита Савойская Margherita di Savoia (1589—1655)                    | Род: Савойский дом Отец: Карл Эммануил I, герцог Савойи      | 1611—1612         | Франческо IV | Гонзага 1530—1627       |
|                                     | Камилла Фаа Camilla Faà (1599—1662)                                     | Род: Фаа Отец: Ардиццино Фаа, граф Бруно                     | —                 | Фердинандо I | Гонзага 1530—1627       |
|                                     | Екатерина Медичи Caterina de' Medici (1593—1629)                        | Род: Медичи Отец: Фердинандо I, великий герцог Тосканы       | 1617—1626         | Фердинандо I | Гонзага 1530—1627       |
|                                     | Изабелла Гонзага Isabella Gonzaga (1576—1630)                           | Род: Гонзага-Новеллара Отец: Альфонсо I, граф Новеллары      | 1626—1627         | Винченцо II  | Гонзага 1530—1627       |
|                                     | Екатерина Лотарингская Caterina di Lorena (1585—1618)                   | Род: Гизы Отец: Карл, герцог Майенна                         | —                 | Карло I      | Гонзага-Невер 1627—1708 |
|                                     | Мария Гонзага Maria Gonzaga (1609—1660)                                 | Род: Гонзага Отец: Франческо IV, герцог Мантуи               | регент: 1637—1647 | Карло II     | Гонзага-Невер 1627—1708 |
|                                     | Изабелла Клара Австрийская Isabella Clara d'Austria (1629—1685)         | Род: Имперские Габсбурги Отец: Леопольд V, граф Тироля       | 1649—1665         | Карло II     | Гонзага-Невер 1627—1708 |
| регент: 1665—1669                   | Изабелла Клара Австрийская Isabella Clara d'Austria (1629—1685)         | Род: Имперские Габсбурги Отец: Леопольд V, граф Тироля       | Фердинандо Карло  |              | Гонзага-Невер 1627—1708 |
|                                     | Анна Изабелла Гонзага Anna Isabella Gonzaga (1605—1703)                 | Род: Гонзага–Гвасталла Отец: Фердинанд III, герцог Гвасталлы | Фердинандо Карло  | 1671—1703    | Гонзага-Невер 1627—1708 |
|                                     | Сюзанна Генриетта Лотарингская Susanna Enrichetta di Lorena (1686—1710) | Род: Гизы Отец: Карл III, герцог д’Эльбёф                    | Фердинандо Карло  | 1704—1708    | Гонзага-Невер 1627—1708 |